# 安成哲三
安成 哲三（やすなり てつぞう、1947年7月8日 - ）は、日本の気象学者。気候学者。筑波大学名誉教授、名古屋大学名誉教授、総合地球環境学研究所名誉教授・顧問。21世紀COEプログラム「太陽・地球・生命圏相互作用系の変動学」拠点リーダー。

## 人物
京都大学助手、筑波大学教授を経て、総合地球環境学研究所所長、名古屋大学地球水循環研究センター教授を歴任。
専門はアジア地域の気候変動。特に、アジアモンスーンの周期的変動の実態を観測的に解明したのが大きな業績である。その後、アジアモンスーンの気象学的過程と大陸スケールでの大気・陸面の相互作用との関係の解明に力を注ぎ、現在ではこの分野での国際的リーダーとなっている。さらに近年は、気候と植生との関係についても研究の手を広げている。

## 略歴
- 1971年 - 京都大学理学部地質鉱物学科を卒業。
- 1974年 - 京都大学大学院理学研究科地球物理学専攻修士課程を修了。
- 1977年
  - 同大学院博士課程を単位取得退学。
  - 京都大学東南アジア研究センター助手に就任。
- 1981年
  - 京都大学より理学博士の学位を取得。
  - 日本気象学会より山本賞を受賞。
- 1982年 - 筑波大学講師に就任。
- 1986年 - 日本気象学会賞を受賞。
- 1990年 - 筑波大学助教授に就任。
- 1991年 - 日本経済新聞社より日経地球環境技術賞を受賞。
- 1992年 - 筑波大学教授に就任。
- 1997年 - JAMSTEC研究領域長に就任（兼任）。
- 2002年
  - 名古屋大学教授に就任。
  - 日本気象学会より日本気象学会藤原賞を受賞。
- 2003年
  - 筑波大学名誉教授となる。
  - 東京大学教授に就任（併任）。
- 2013年 - 名古屋大学名誉教授。
- 2013年 - 総合地球環境学研究所所長に就任。
- 2021年 - 総合地球環境学研究所名誉教授・顧問。